# کی گرانگر
کی گرانگر (به انگلیسی: Kay Granger) نمایندهٔ حوزه انتخابیه دوازدهم تگزاس از حزب جمهوری‌خواه ایالات متحده آمریکا در مجلس نمایندگان ایالات متحده آمریکا است که برای نخستین‌بار در ۷ ژانویه ۱۹۹۷ میلادی به‌عضویت این مجلس درآمد.